# Jekaterina Vetkova
Jekaterina Vladimirovna Vetkova (ryska Екатерина Владимировна Веткова), född 1 augusti 1986 i Syzran, är en rysk handbollsspelare.

## Klubblagskarriär
Jekaterina Vetkova värvades av GK Lada och spelade där mellan 2004 och 2007. Under denna period vann hon ryska mästerskapet 2005 och 2006 och ryska cupen 2007. Hennes nästa klubb var ligakonkurrenten Zvezda Zvenigorod, som hon vann EHF Champions League med och EHF Champions Trophy 2008. År 2011 flyttade Vetkova till den rumänska toppklubben CS Oltchim Râmnicu Vâlcea. Med denna vann hon rumänska mästerskapet säsongen 2011–2012. För att få mer speltid flyttade hon till den ryska klubben GK Astrachanotschka åren 2012–2014. Sedan spelade hon för det rumänska CSM Bukarest. Med CSM Bukarest vann hon rumänska mästerskapet 2015 och 2016, rumänska cupen 2016 och även EHF Women's Champions League 2016. Sommaren 2016 skrev hon på för Toulon Saint-Cyr Var Handball. År 2018 anslöt hon till den rumänska klubben ASC Corona 2010 Brasov. Hon blev där i ett år och återvände 2019 till Dijon Handball, men redan 2020 bytte hon klubb till turkiska Kastamonu Belediyesi GSK.

## Landslagskarriär
Jekaterina Vetkova spelade för Rysslands damlandslag i handboll under EM 2008 och blev året efter världsmästare vid VM 2009 i Kina. Hon spelade också i OS 2012 samt i EM 2012 för Ryssland.